# Léger d'Autun
Pour les articles homonymes, voir Saint Léger, Saint-Léger et Léger.
Léger d'Autun ou Léodegard (en latin Leodegarius) — francisation du germanique Leudgard, de « leud » (« peuple », « gens ») et « gard » (« maison, domaine ») — né vers 616 et mort en 678 ou 679, est un évêque martyr du VIIe siècle qui a joué un rôle politique important dans les soubresauts de la monarchie mérovingienne finissante. Il est lié aux villes de Poitiers, où se fit sa formation et où se trouvent ses reliques, et d'Autun dont il fut l'évêque, ainsi qu'à la région de Fécamp et à celle de Doullens en Picardie où il est mort. Un concile d'évêques l'a proclamé Saint en 681 et l'Église catholique romaine célèbre sa fête le 2 octobre.
On le nomme « Léger » par altération.

## Biographie
Des récits de la vie de saint Léger existent, en latin et en langue romane : un récit anonyme rédigé peu de temps après sa mort à la fin du VIIe siècle, sans doute à l'initiative de l'Église qui voulait faire connaître la figure de l'évêque martyr et des récits de la vie de saint Léger écrits en latin datant des VIIIe et IXe siècles. Ils fournissent des informations nombreuses mais parfois discordantes, et avec une forte tendance à l'hagiographie qui donne le beau rôle au martyr. Les dates restent approximatives et les situations politiques embrouillées de l'époque mérovingienne compliquent l'évocation biographique. La Vie de saint Léger a été écrite en langue romane au XIe siècle.

### Un prélat d'extraction aristocratique
D'origine germanique, Léodegard naquit dans une famille riche et noble des bords du Rhin, en Austrasie, vers 616.
Il était le fils de Bodilon, un aristocrate franc, et de Sigrada. Sa mère avait pour frère l'évêque de Poitiers, Didon, et pour sœur Béreswinthe, épouse d'Athalric, duc d'Alsace et mère d'Odile de Hohenbourg (sainte Odile).
Le frère de Léger, Gaerinus (Warin)/ est lui aussi un puissant seigneur de Burgondie. Victime du même Ebroïn pour les mêmes raisons que Léger, il meurt en martyr avant son frère.

### Un dignitaire au cœur des intrigues mérovingiennes
À la mort de son père, Léodegard était âgé de dix ans ; il fut envoyé à Poitiers auprès de l'évêque Didon, son oncle maternel, ce qui lui permit d'avoir une éducation soignée. Il y devint à vingt ans diacre puis archidiacre au service du diocèse de Poitiers. En 650, il prit l'habit monastique à l’abbaye de Saint-Maixent et en fut bientôt élu abbé (en 653 ?).
À la mort du roi Clovis II, sa veuve, la reine Bathilde, exerça la régence de 657 à 664 pendant la minorité de Clotaire III.  Elle appela Léger au palais de Neustrie et lui permit de devenir évêque d'Autun. À la majorité de Clotaire III, Bathilde fut écartée du pouvoir par Ebroïn, maire du palais de Neustrie. Léger perdit l'un de ses principaux appuis. À la mort de Clotaire III, en 673, deux clans s'affrontèrent au sein du palais : Ebroïn  soutint la cause de Thierry III, le plus jeune frère de Clotaire III, Léger soutint celle de Childéric II, son frère aîné. Ebroïn défait fut relégué à l'abbaye de Luxeuil et Thierry III relégué à l'abbaye de Saint-Denis.
Ebroïn éloigné, Léger devint un personnage influent, il se crut assez fort pour reprocher à Childéric II, roi d'Austrasie, son mariage avec sa cousine, Bilichilde, contrevenant ainsi au droit canon et demanda leur séparation. Craignant de perdre son influence, la belle-mère de Childéric II, Chimnechilde, se rapprocha des ennemis de Léger : le maire du palais, Wulfoald, l'abbé de Saint-Symphorien d'Autun, l'évêque de Clermont Priest. À Pâques 675, au cours d'un concile judiciaire, Léger fut déposé et relégué à l'abbaye de Luxeuil où il rejoignit Ebroïn.
La même année, Childéric II et Bilichilde furent assassinés. Les cartes étaient rebattues.

### Une fin tragique
Libérés, Ebroïn et Léger devinrent alliés un moment mais, la querelle reprit à propos de la succession aux trônes. Léger soutint le retour de Thierry III et Leudesius fils d'Erchinoald, devint maire du palais de Neustrie. Ebroïn soutint Clovis III, fils de Clotaire III mais les leudes d'Austrasie ne le suivirent pas et rappelèrent Dagobert II exilé en Irlande. Ebroïn abandonna la cause de Clovis et s'appuya sur la Neustrie-Burgondie. Avec sans doute, le soutien d'Ouen de Rouen, Ebroïn leva une armée et parvint, en 676, à s'emparer de Léger retranché dans son siège épiscopal d'Autun. Emprisonné, Léger fut énucléé puis mis à mort, le 2 octobre 678 ou 679, dans la forêt de Lucheux, en Picardie, où Ebroïn avait de puissants soutiens. Dans la foulée, le comte de Paris, Gaerinus, frère de Léger et le maire du palais de Neustrie, Leudesius, furent éliminés.

### Récit hagiographique du martyre de Léger

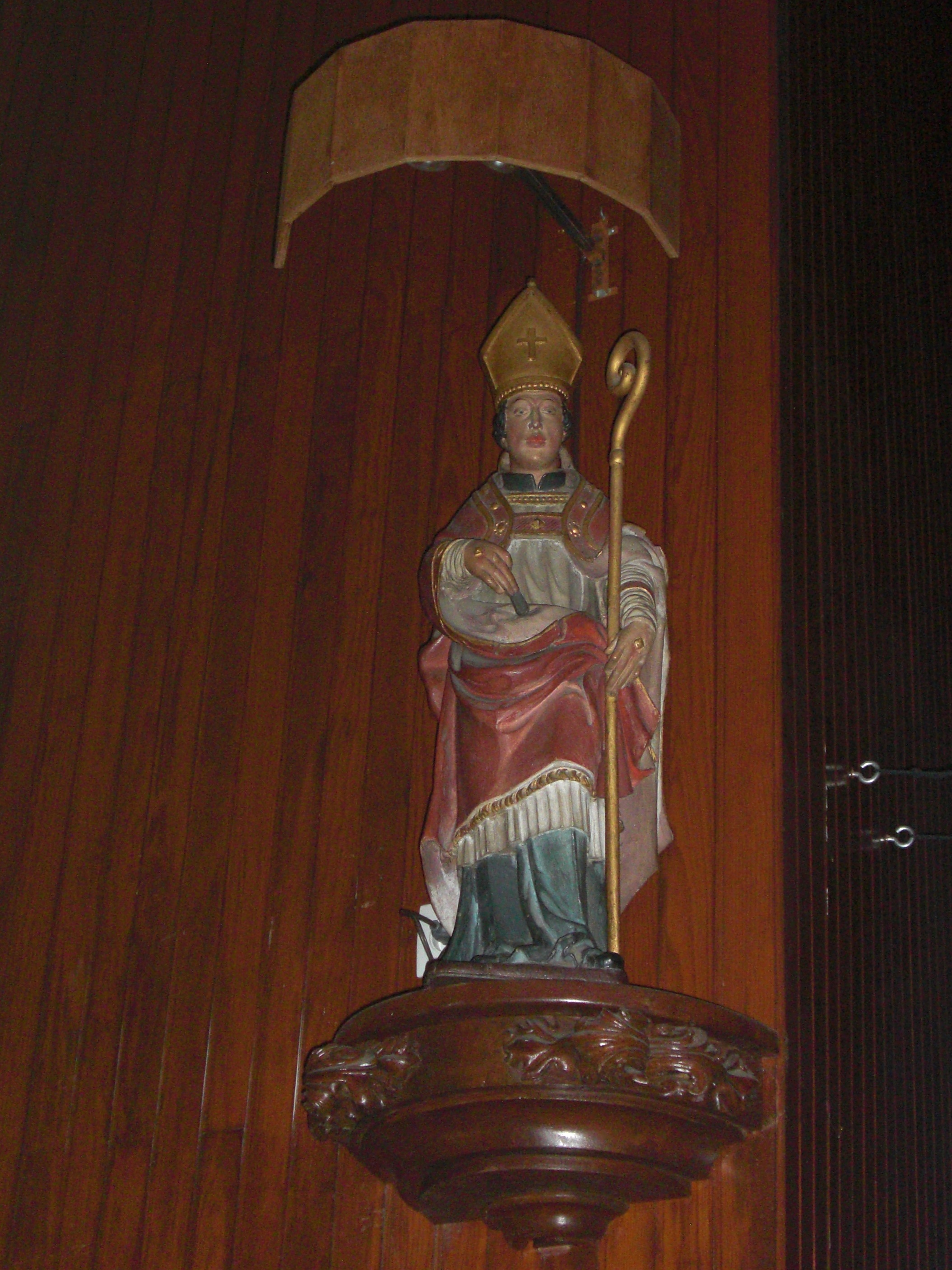
Statue de saint Léger, église Saint-Léger de Saint-Germain-en-Laye.

Assiégé et ne disposant pas de forces suffisantes, Léger se rendit pour épargner la cité et ses habitants. Ebroïn fit arracher les yeux, puis les lèvres et la langue de son prisonnier qui n'opposa que la prière à la barbarie ; il fit aussi lapider son frère Guérin, puissant seigneur de Vergy dans les Hautes-Côtes de Nuits en Bourgogne, ce qui révèle l'implication des grands nobles de Bourgogne dans le conflit avec Ebroïn qui était politique plus que personnel.
Selon la tradition, Léodegard/Léger survécut miraculeusement à ses blessures et à la faim durant neuf jours dans la forêt à proximité d'Autun, près de la pierre de Couhard (l'église de Couhard est dédiée à saint Léger) avant d'être retrouvé par ses proches. Il fut ensuite recueilli dans l'abbaye de femmes de Fécamp pendant deux ans où il retrouva tout aussi miraculeusement la parole (anatomiquement, il est possible que le bourreau n'ait blessé que superficiellement sa bouche et sa langue).
Ebroïn, rallié maintenant à Thierry III et de nouveau maire du palais, décida finalement de faire mettre à mort celui qui était redevenu dangereux pour le pouvoir neustrien, en représentant les intérêts burgondes. Léger d'Autun aurait été assassiné sur ordre d'Ébroïn, le 2 octobre 678 ou 679 soit dans la forêt d'Yveline soit plus vraisemblablement dans celle de Lucheux, au nord de la Picardie. Ebroïn ordonna de faire disparaître son corps après la décapitation : ses sbires, dont le chancelier Robert, agirent le 2 octobre 678 (ou le 3 et en 679 selon les sources) et assassinèrent Léger. Après le 3, le jour de sa fête a finalement été fixé au 2 octobre.

### Canonisation

#### Contexte historique
Pépin de Herstal maire du palais d'Austrasie, cherchait, pour asseoir son pouvoir, à attirer à lui les insatisfaits de la politique du maire du palais de Neustrie, Waratton et de son fils Ghislemar. C'est par l'intermédiaire de ses réseaux, semble-t-il, que le pippinide œuvra pour favoriser, au milieu des années 680, la canonisation de Léger. Il espérait ainsi resserrer les liens déjà anciens avec la région de Poitiers où résidait une partie de la famille de Léger.

#### Récit hagiographique de la canonisation
Le corps de Léger fut enterré par une dame pieuse "dans une chapelle du village de Sercin en Artois, sur les confins des diocèses de Cambray & de Thérouanne", c'est-à-dire, non loin de l'emplacement prétendu du martyre en pleine forêt, entre le territoire des communes de Lucheux (Somme) et de Sus-Saint-Léger (Pas-de-Calais). Et bientôt des miracles se produisent sur sa tombe.
Un concile d'évêques proclame la sainteté du martyr, peut-être à Marly-le-Roi, lors de la fête de Pâques en 681. En effet, bien que sa mise à mort fut politique et non religieuse, son refus de la violence en fait un exemple pour la chrétienté et sa défense des droits de l'Église comptait dans les luttes de pouvoir en cette époque aux pouvoirs instables.

### Translation de la dépouille
La renommée de saint Léger grandit. Vers 683, le roi Thierry/Théodoric fit assassiner Ebroïn par Ermenfroi, seigneur franc, et demanda pardon pour ses manquements à l'égard du saint qu'il fit désormais reconnaître et honorer. La translation de sa dépouille a finalement lieu en 684 à Saint-Maixent-l'École, près de Poitiers : on l'inhuma dans une nouvelle église, proche de l'abbatiale, qui lui était dédiée.
Les royaumes de Neustrie, de Burgondie et d'Austrasie furent alors de fait réunis par Thierry III et les derniers rois mérovingiens furent contraints peu à peu de céder le pouvoir au maire du palais, Pépin de Herstal appelé aussi Pépin le jeune et à son successeur Charles Martel.

## Le développement du culte de saint Léger
Un concile d'évêques ayant proclamé sa sainteté en 681, pour des raisons politiques, l’Église cherchant à exploiter l'exemplarité du défenseur de ses droits contre le pouvoir royal, la renommée de saint Léger se développe rapidement et fait de lui l'un des saints les plus populaires du Moyen Âge en France.

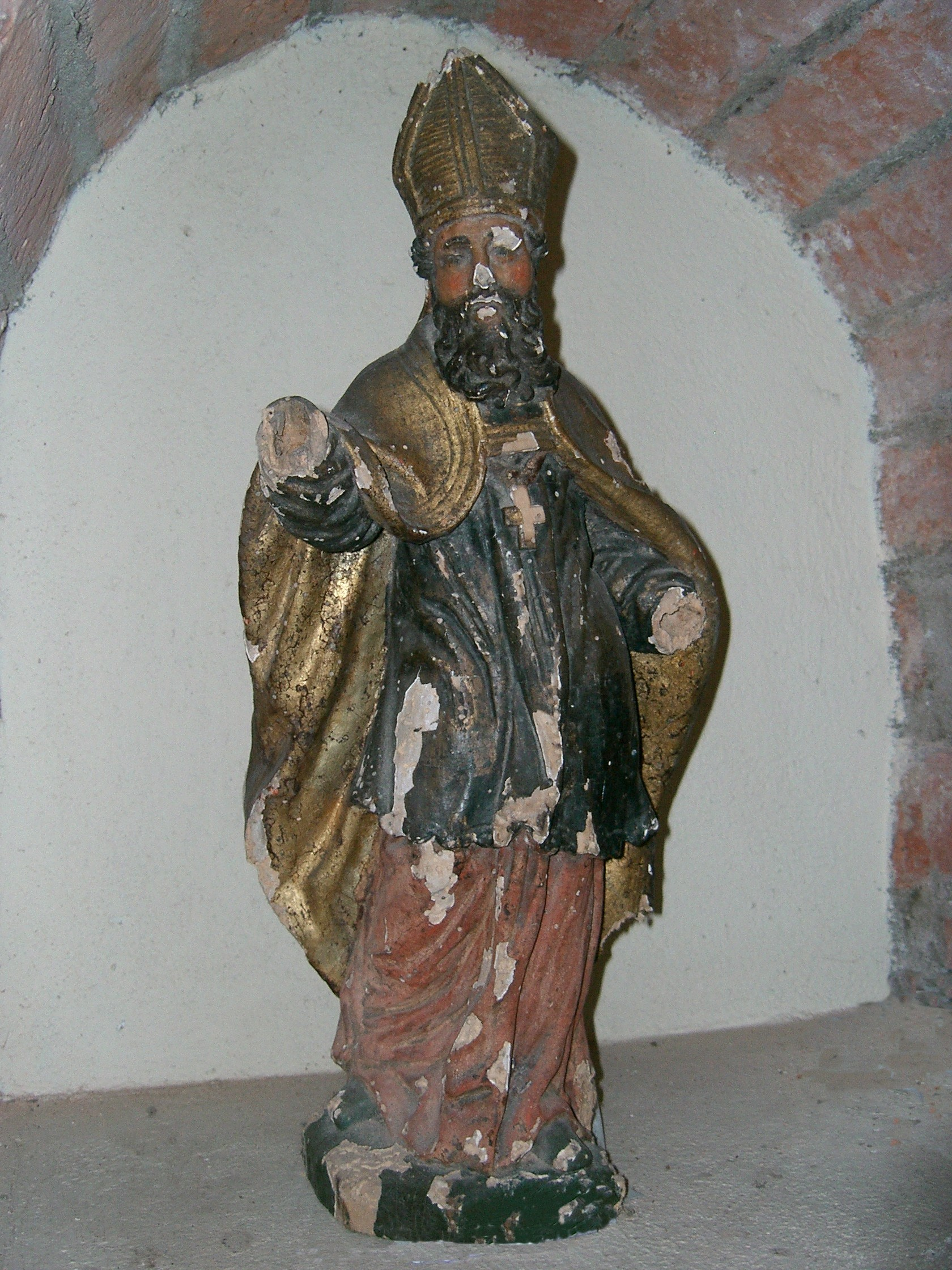
Chivres (Côte-d'Or), église Saint-Léger, saint Léger (fin Moyen âge).
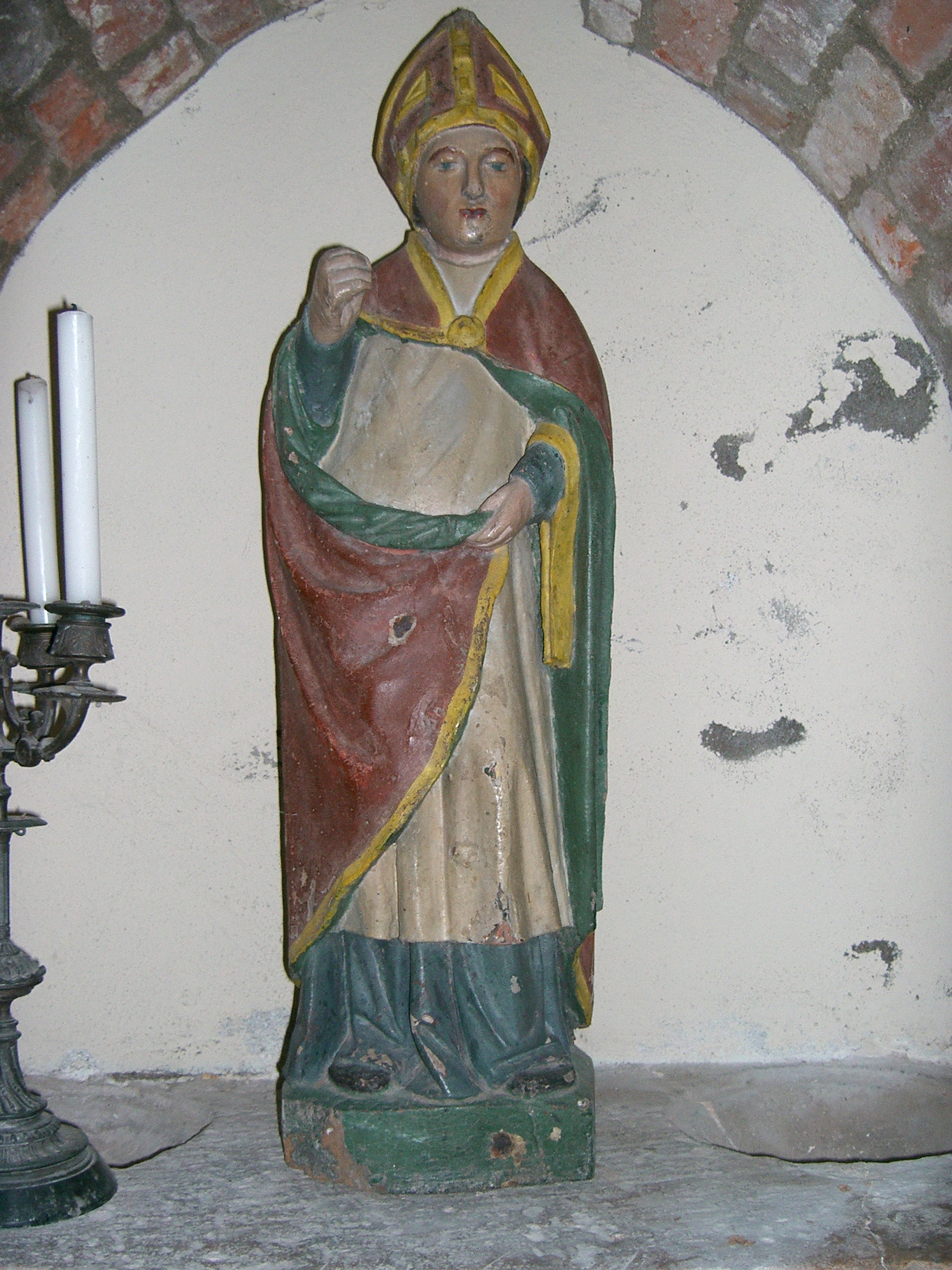
Chivres (Côte-d'Or), église Saint-Léger, saint Léger (XVIe siècle).
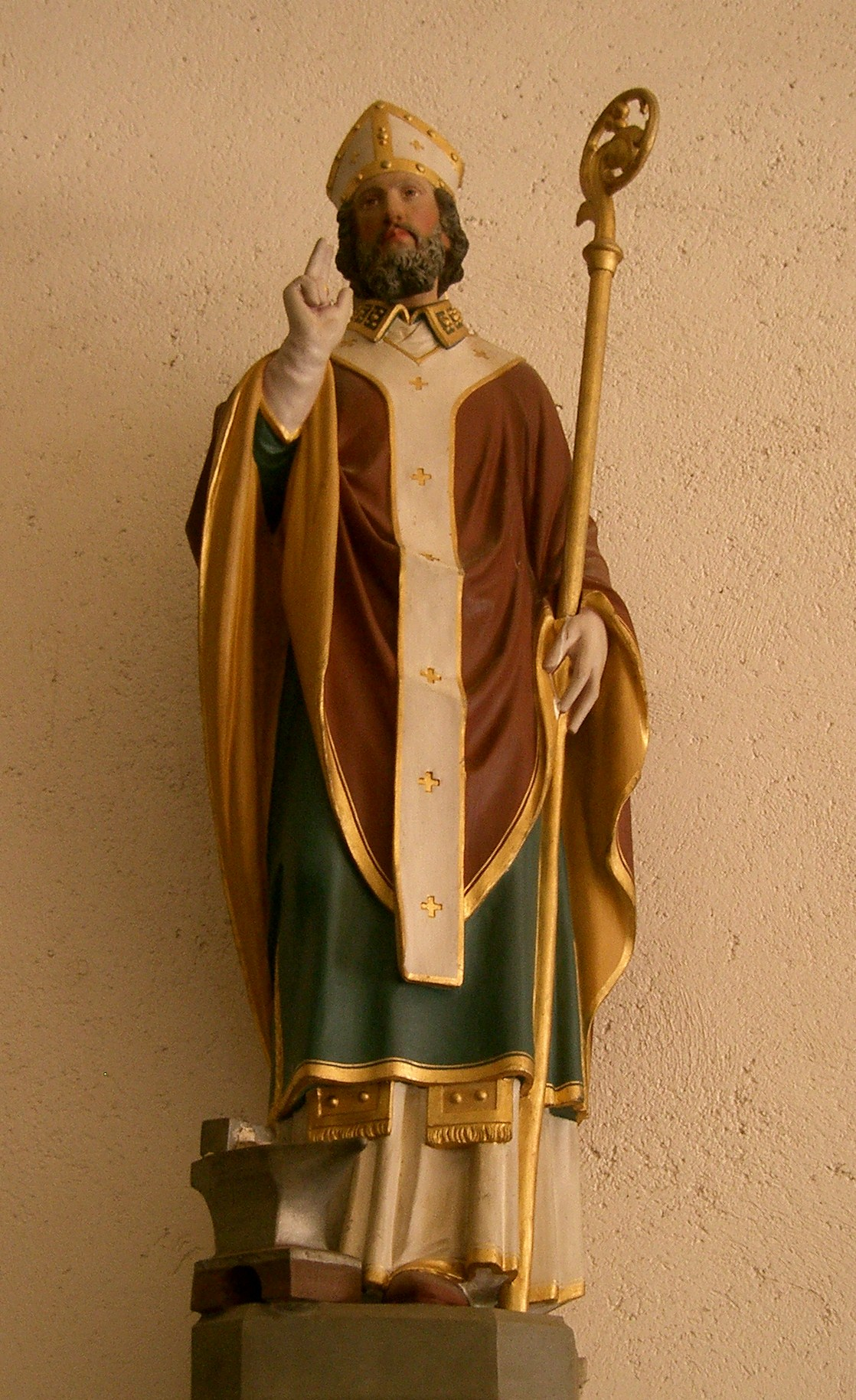
Chivres (Côte-d'Or), église Saint-Léger, saint Léger (XIXe siècle).

### Les reliques
Les reliques de saint Léger sont recherchées par de nombreuses églises qui se vouent au saint martyr tant en France qu'en Belgique. Elles sont à l'origine des nombreuses dénominations de bourgades et de villages.
La diffusion de son culte s'opère à partir des trois diocèses associés aux différents moments de sa vie :
- le diocèse de Poitiers, où se trouve son tombeau ;
- le diocèse d'Autun qu'il dirigea assez longtemps et où il subit les premières étapes du martyre ;
- le diocèse d'Arras où il fut mis à mort et inhumé dans un premier temps.

À la demande d'Ansoald, évêque de Poitiers, et d'Andulf, abbé de Abbaye Saint-Maixent (684-696), Ursinus de l'abbaye de Ligugé compose une hagiographie de Léger à l'occasion du transfert des reliques du saint homme à Saint-Maixent.
Sa renommée se répand dans les régions voisines comme la Haute-Normandie ou la Picardie mais aussi en Franche-Comté depuis l'Alsace où vécut sainte Odile, cousine germaine de saint Léger, et où l'importante abbaye de Murbach (dans le Haut-Rhin aujourd'hui) lui est dédiée.
Les reliques de Saint-Léger protégées des invasions normandes à Ébreuil dans le diocèse de Clermont (dans le département de l'Allier aujourd'hui), restèrent en partie dans cette région et le culte du saint rayonna alors dans le Limousin voisin et au-delà en Saintonge. La plus ancienne mention authentique du culte de saint Léger remonte à 1108 : elle figure dans une bulle du pape Pascal II et concerne la cathédrale de Tournai, avec la mention « Ecclesia Sancti Leodegarii ».
La tête du saint a été déposée dans un chef-reliquaire à Chaux-lès-Châtillon (Les Terres-de-Chaux, Doubs), chef-d’œuvre de l'orfèvrerie médiévale.

### Abbayes et prieurés
On recense en France sept abbayes consacrées à saint Léger :
- abbaye Saint-Léger de Soissons dans l'Aisne,
- abbaye Saint-Léger d'Ébreuil dans l'Allier,
- abbaye Saint-André-Saint-Léger de Meymac en Corrèze,
- abbaye Saint-Léger de Saint-Liguaire à Niort dans les Deux-Sèvres,
- abbaye Saint-Léger aux Préaux dans l'Eure,
- abbaye Léger de Masevaux dans le Haut-Rhin,
- abbaye Saint-Léger de Murbach dans le Haut-Rhin.

On compte aussi plus de trente prieurés, plus de 220 paroisses et de nombreux petits édifices (chapelles, ermitages, oratoires). Dans le Finistère, par exemple, se trouvent une chapelle Saint-Léger à Quimerch, où il y est invoqué contre les maladies oculaires, ainsi qu'une chapelle à Riec-sur-Bélon.
L'iconographie est également très abondante avec des vitraux et des statues qui représentent saint Léger en évêque avec sa crosse et sa mitre, tenant parfois ses yeux dans ses mains.
La Belgique et la Suisse ont aussi des lieux consacrés à saint Léger comme à Lucerne dont saint Léger est le saint patron, honoré dans la collégiale de la ville. Une chapelle lui est dédiée à l'entrée du village de Grimentz dans le val d'Anniviers.

## Toponymie: Saint-Léger

### France
Une association regroupe les 73 « Saint-Léger de France et d'ailleurs » dans une quarantaine de départements. Le patronyme est employé seul, mais il est aussi souvent complété par un déterminatif :
- Saint-Léger (Alpes-Maritimes)
- Saint-Léger (Charente) commune de Coteaux-du-Blanzacais
- Saint-Léger (Charente-Maritime)
- Saint-Léger-aux-Bois (Oise)
- Saint-Léger (Pas-de-Calais)
- Saint-Léger-sous-Margerie (Aube)
- Saint-Léger-près-Troyes (Aube)
- Saint-Léger-de-Rôtes (Eure)
- Saint-Léger-sous-Cholet (Maine-et-Loire)
- Saint-Léger-sur-Dheune (Saône-et-Loire)
- Saint-Léger-sous-Beuvray (Saône-et-Loire)
- Saint-Léger-lès-Authie (Somme)
- Saint-Léger-lès-Domart (Somme)
- Saint-Léger-sur-Bresle (Somme)
- Saint-Léger-Vauban (Yonne)
- Saint-Léger-en-Yvelines (Yvelines)
- Boissy-Saint-Léger (Val-de-Marne)
- Sus-Saint-Léger (Pas-de-Calais)
- Trith-Saint-Léger (Nord)
- Saint-Léger (Sankt-Gluckern) (Haut-Rhin)
- etc.

Si l'on ajoute les hameaux et les lieux-dits, on peut considérer que saint Léger est représenté dans une soixantaine de départements qui couvrent les deux tiers du pays, seules les régions du sud-ouest et du midi pyrénéen restant pour l'essentiel à l'écart. La référence à saint Léger revient particulièrement fréquemment en Bourgogne dans la région d'Autun, en Picardie et Haute-Normandie, en Limousin, en Poitou-Charentes et jusqu'en Bretagne.

### Belgique
- Saint-Léger d'Estaimpuis
- Saint-Léger en Gaume

### Suisse
Avec parfois de légères variantes locales comme pour
- Saint-Liguaire
- Saint-Légier-La Chiésaz (Canton de Vaud)
- etc.[13]

## Galerie

Églises Saint-Léger
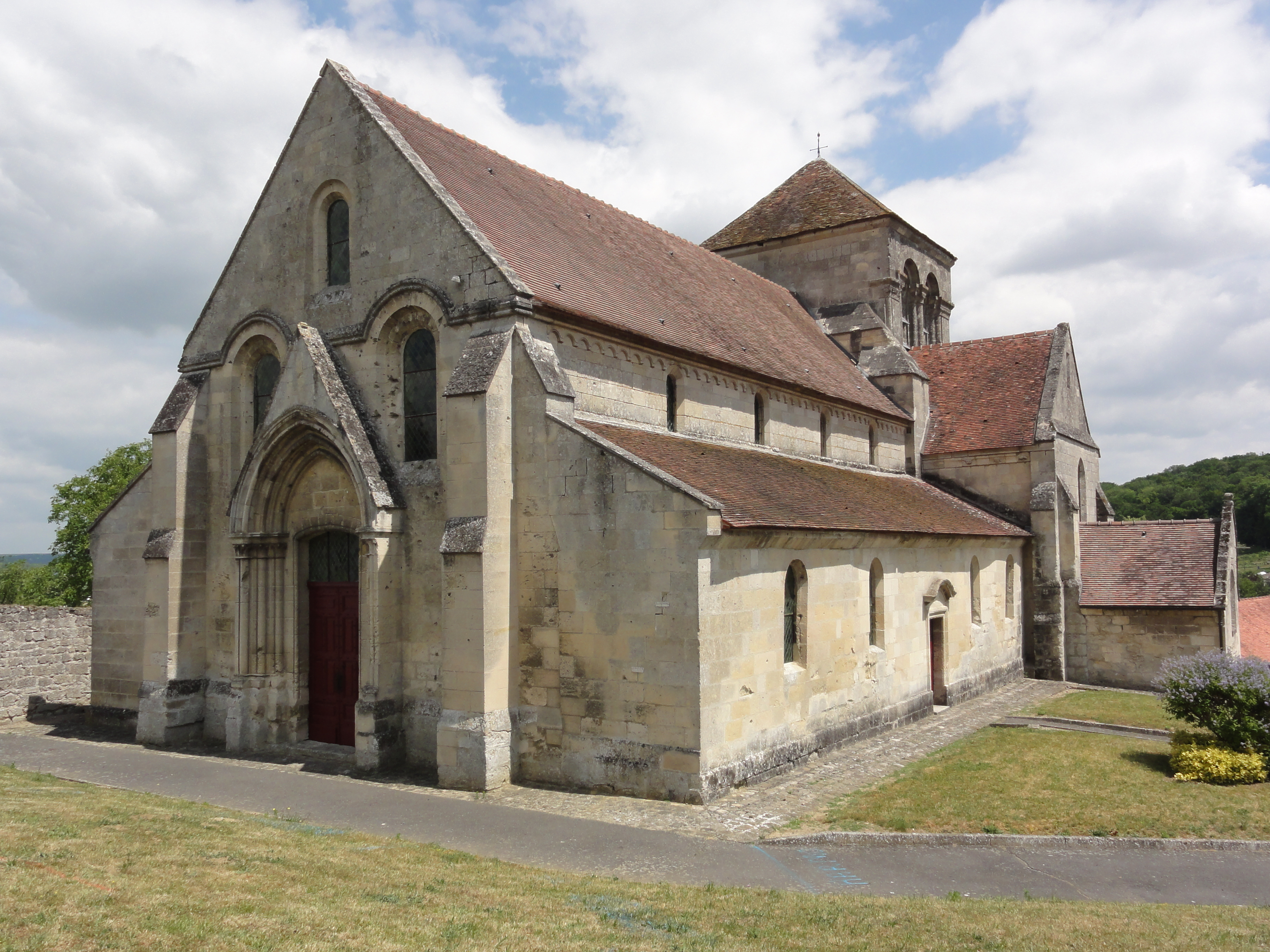
Église Saint-Léger de Pernant (Aisne).
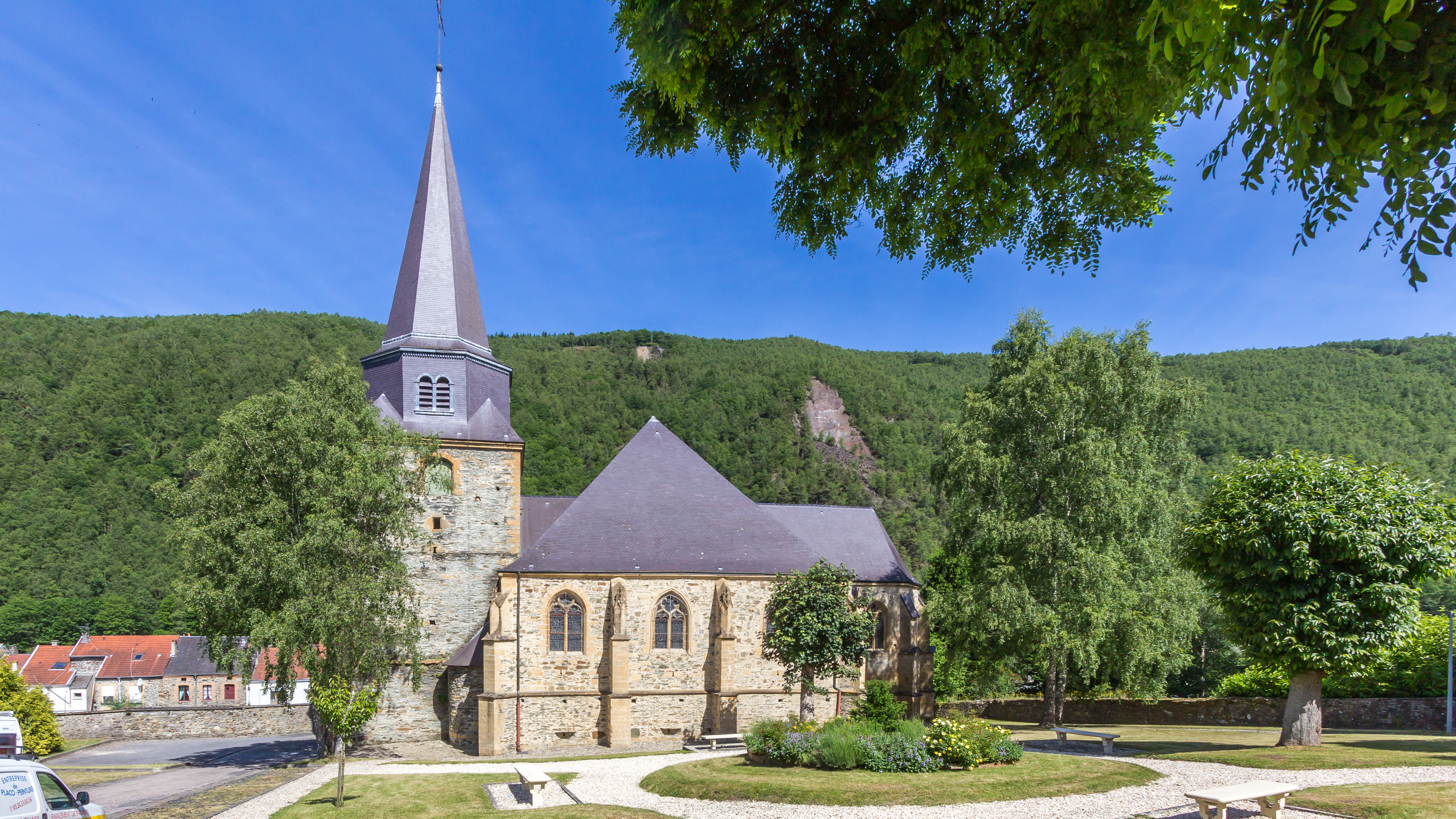
Église Saint-Léger de Monthermé (Ardennes).
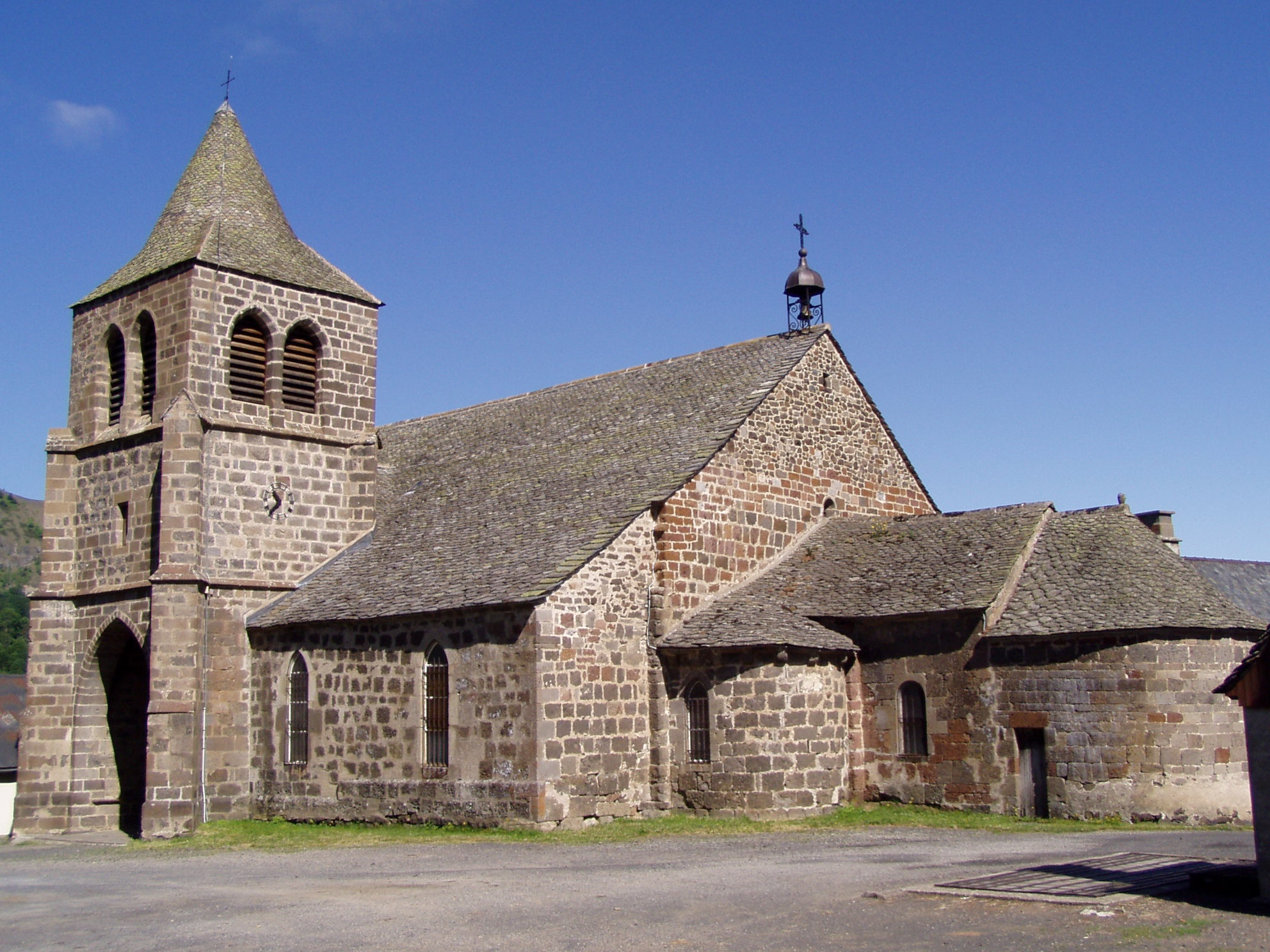
Église Saint-Léger de Cheylade (Cantal).
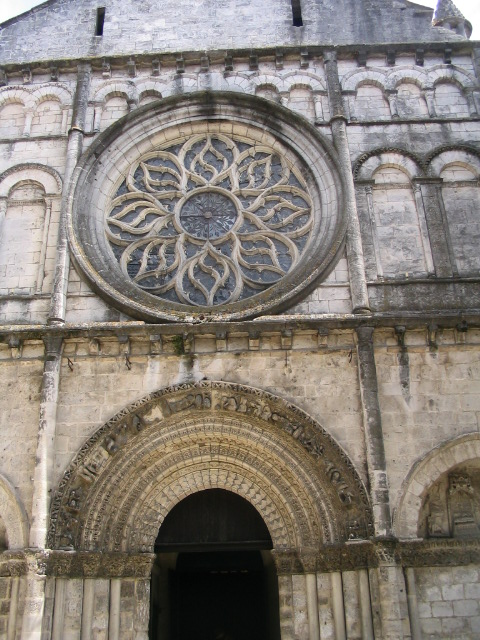
Façade de l'Église Saint-Léger de Cognac (Charente).
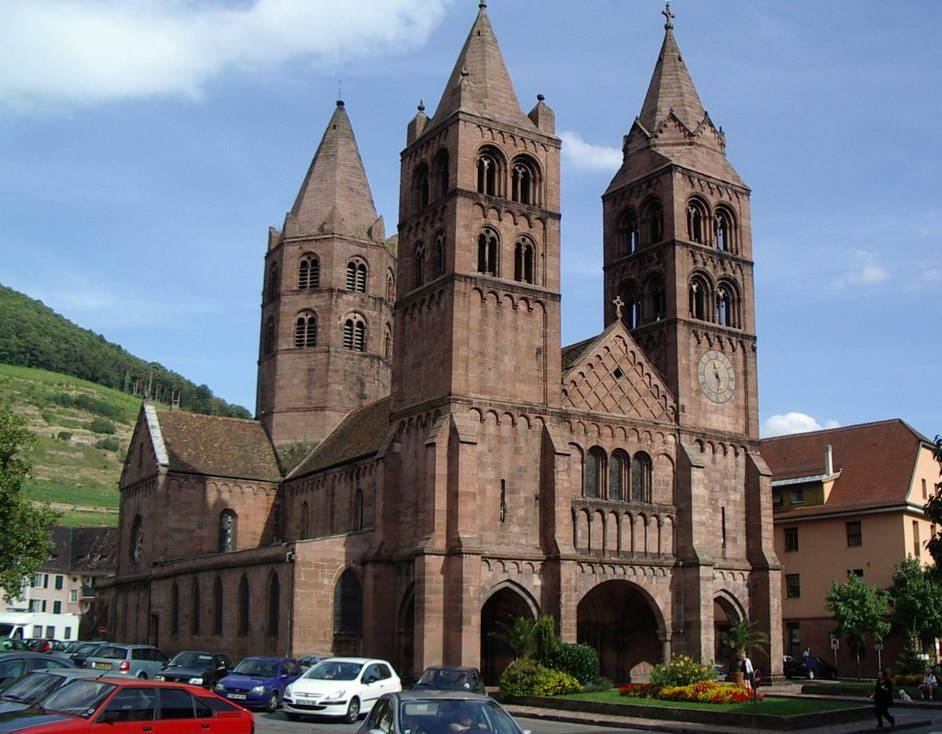
Église Saint-Léger de Guebwiller (Haut-Rhin).
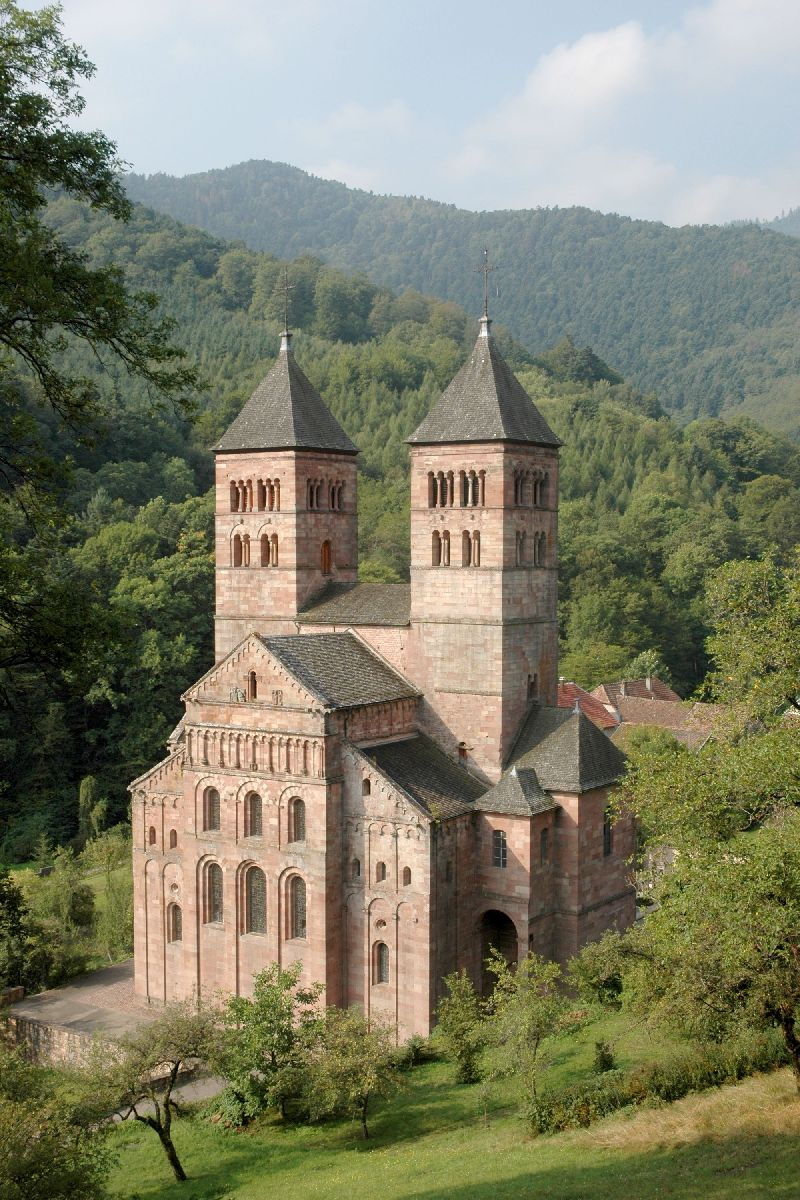
Abbatiale Saint-Léger de Murbach (Haut-Rhin).
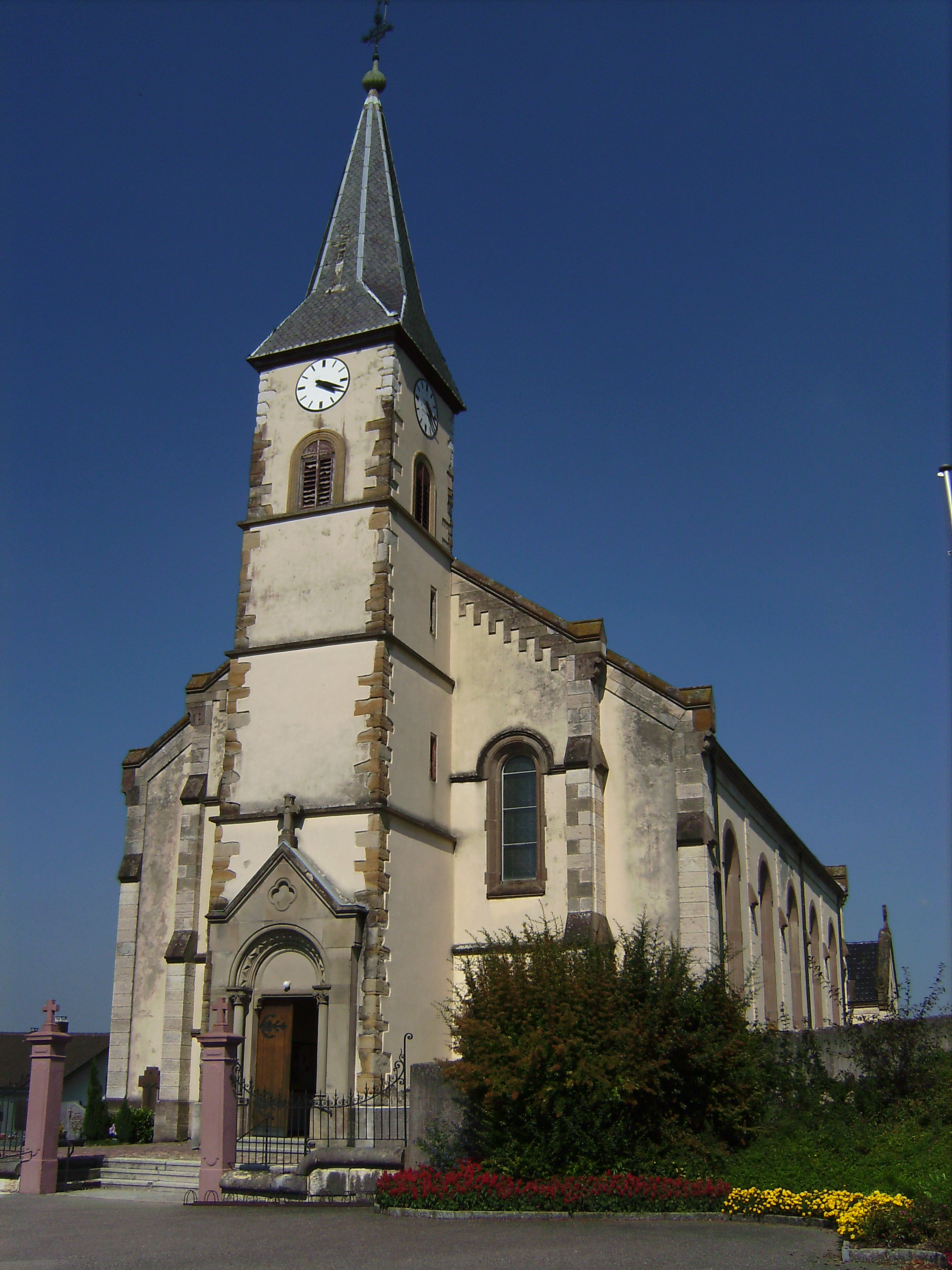
Église Saint-Léger de Leymen (Haut-Rhin).
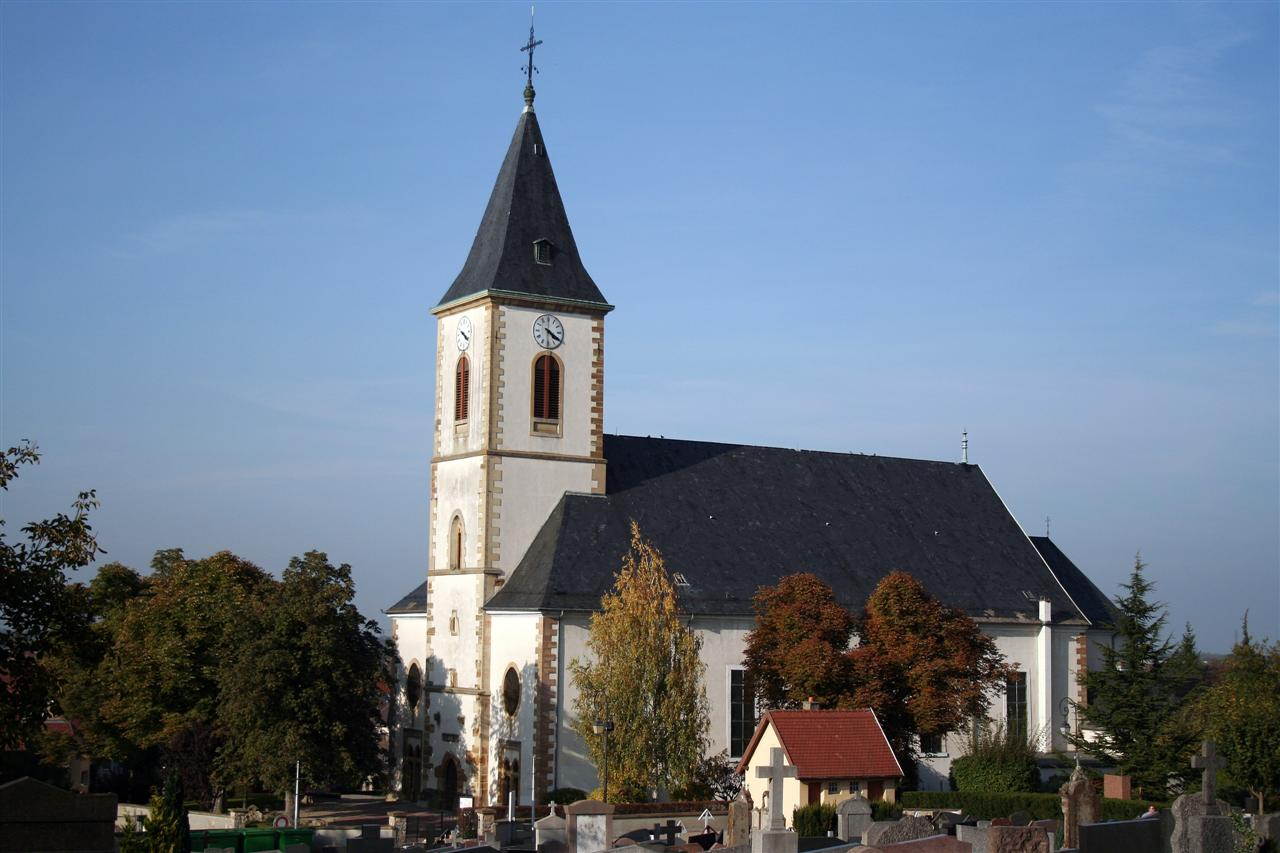
Église Saint-Léger de Rixheim (Haut-Rhin).
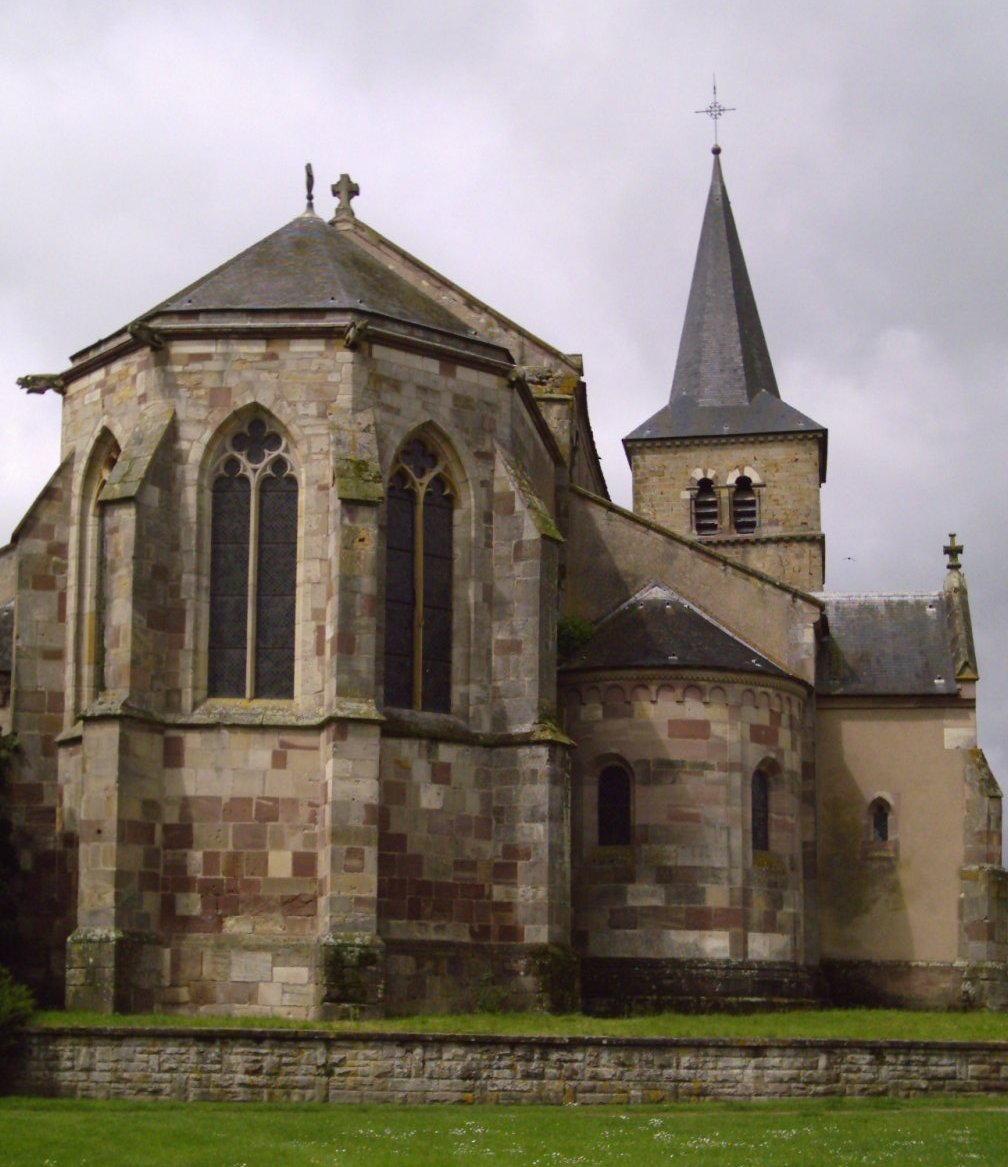
Collégiale Saint-Léger de Marsal (Moselle).
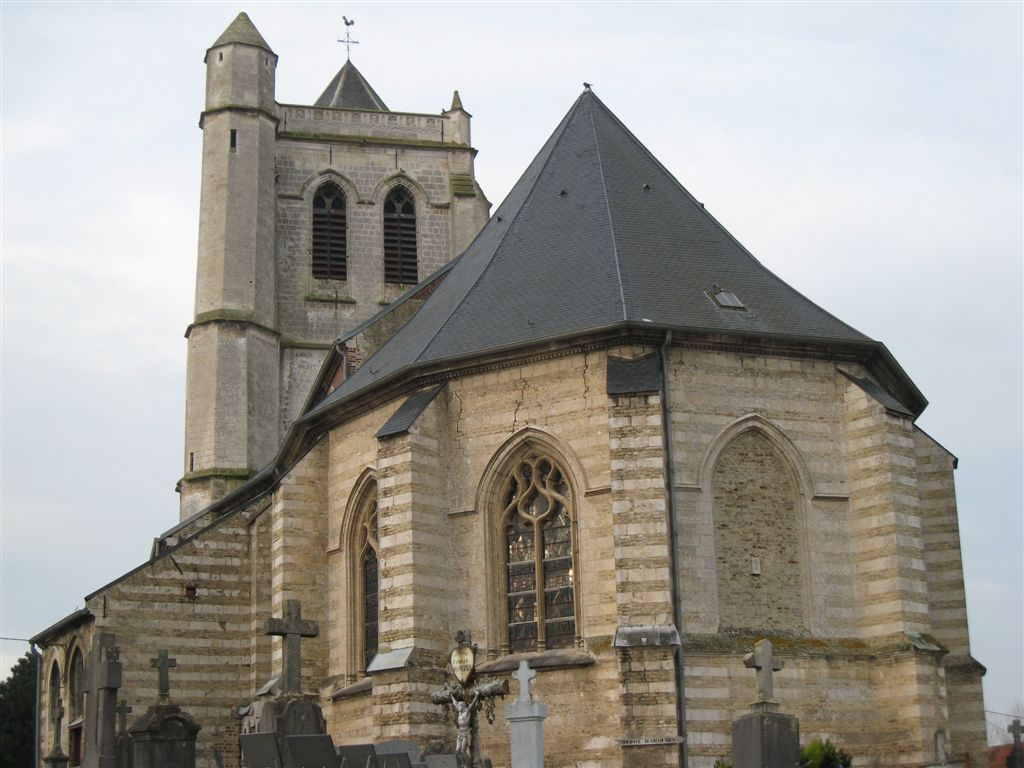
Église Saint-Léger Eperlecques (Pas-de-Calais).
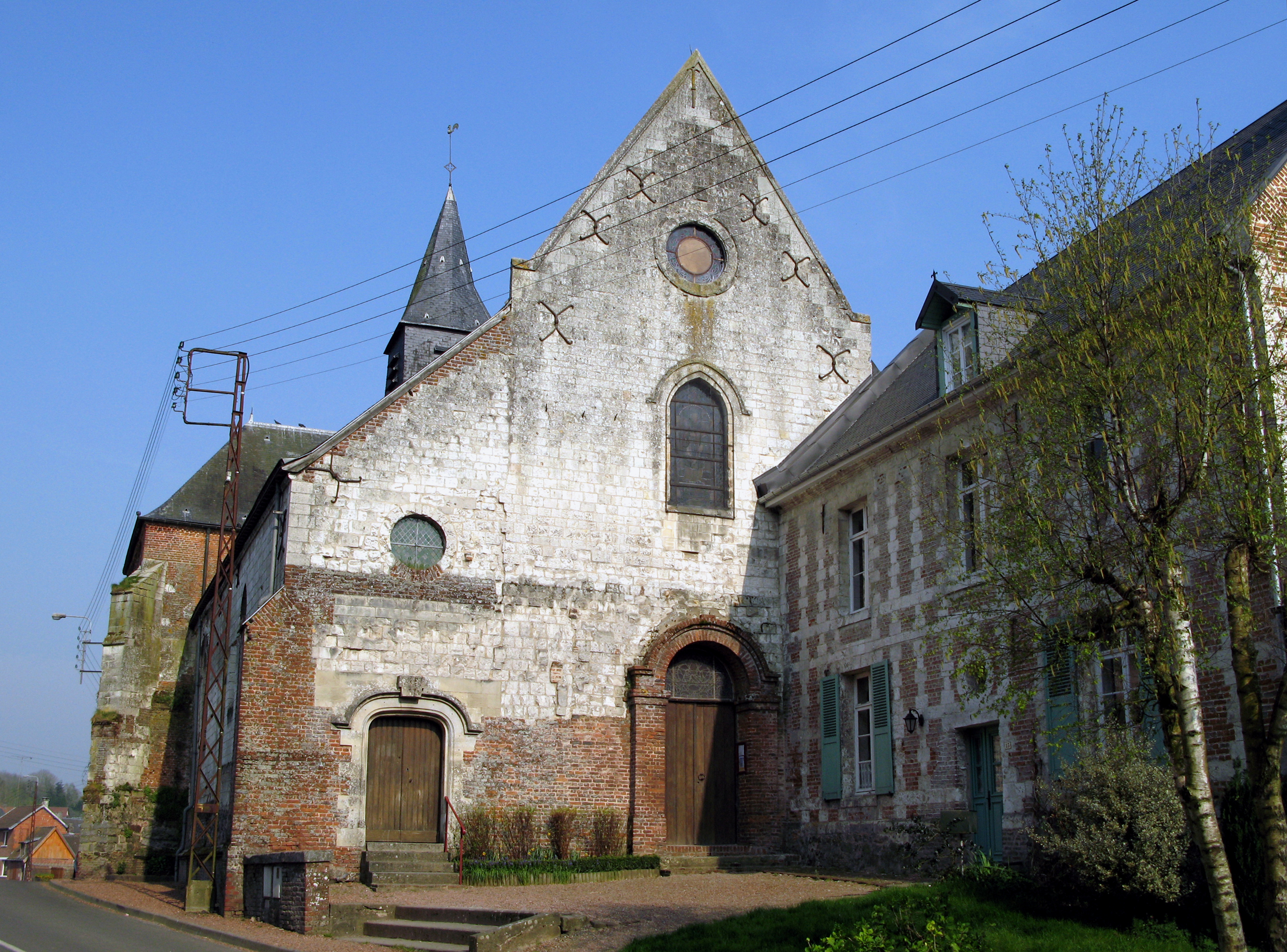
Église Saint-Léger de Lucheux (Somme).
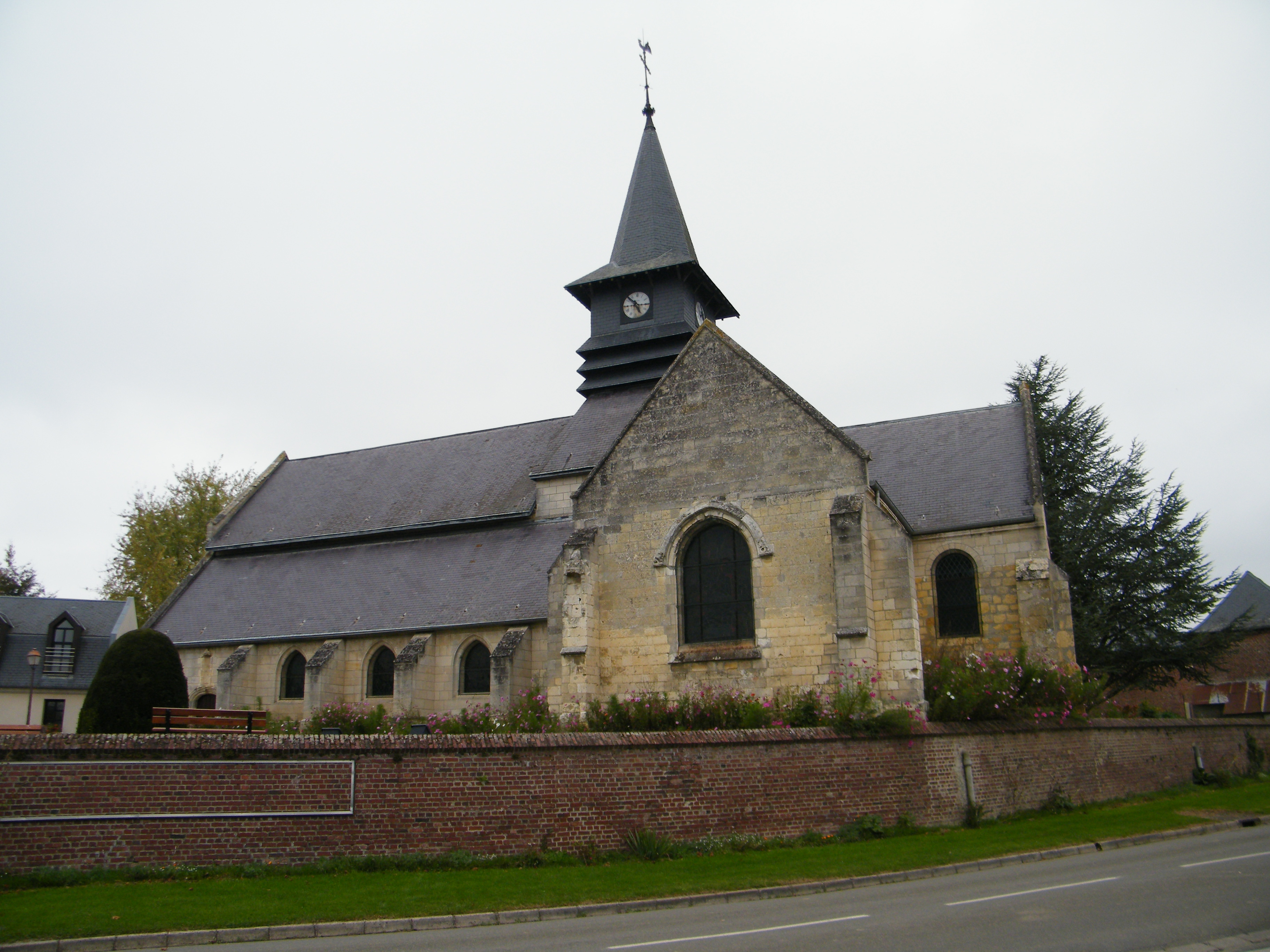
Église Saint-Léger d'Offoy (Somme).
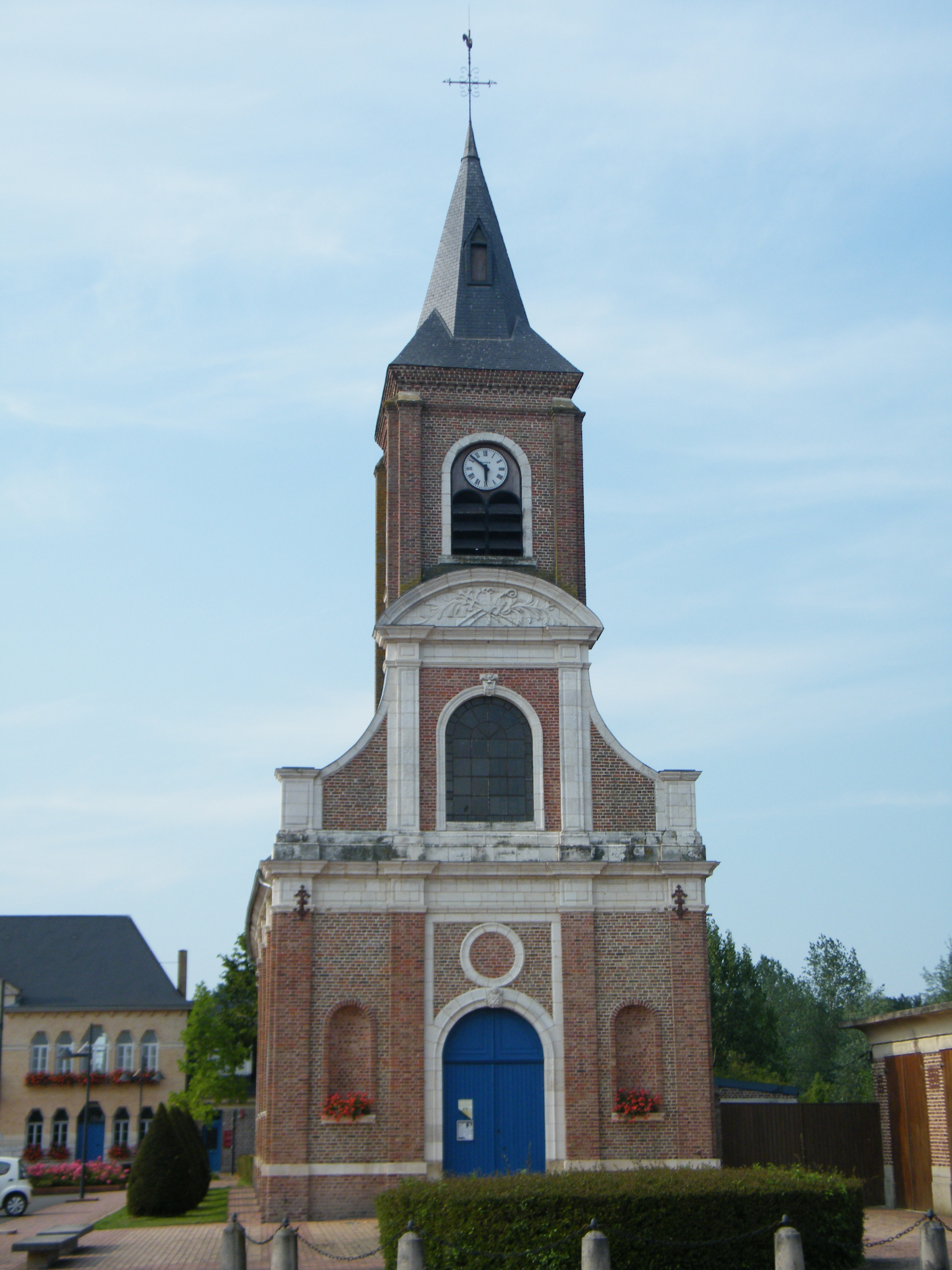
Église Saint-Léger de Saint-Léger-lès-Domart (Somme).
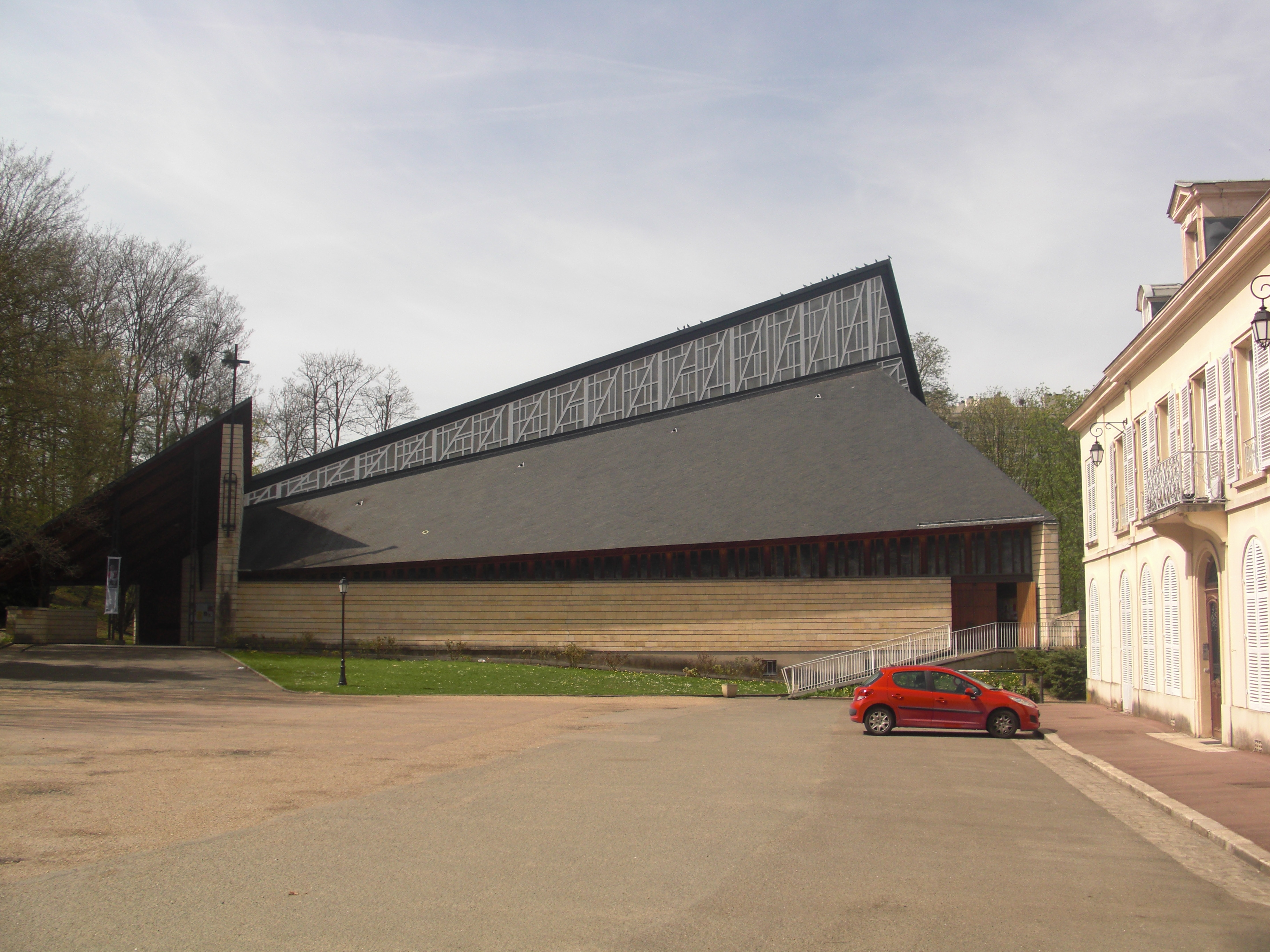
Église Saint-Léger de Saint-Germain-en-Laye (Yvelines).

## Célébration et usage de son nom comme nom de famille
La saint Léger est fixée au 2 octobre, jour retenu de son martyre. Des pèlerinages ont existé sur sa tombe à Saint-Maixent-l'École et sur l'endroit, marqué par une fontaine, à Autun, où la tradition rapporte qu'on lui creva les yeux. On y venait en pèlerinage le 2 octobre pour y demander la guérison des affections de la vue.
Il est le saint patron des meuniers (et aussi des boulangers, en concurrence avec saint Honoré), particulièrement dans la Brie.
Un certain nombre de dictons, peu connus semble-t-il, utilisent la saint-Léger du 2 octobre et évoquent le début de l'automne et les semailles :
- « À la Saint-Léger, le blé qu'on sème sera léger »
- « Si les feuilles tombent à la Saint-Léger, suivra une bonne année »
- « Ne sème point à Saint-Léger si tu ne veux point de blé trop léger »
- « De la Saint-Léger à la Toussaint, la boue va bon train »
- « À la Saint-Léger, faut se purger ».

L'usage du prénom Léger a disparu dans la seconde moitié du XXe siècle : on ne compte que onze Léger enregistrés en France depuis 1940 et un seul après 1950, alors qu'on en comptait encore une vingtaine par an dans les années 1900,. Dans les paroisses de Chaux-lès-Châtillon (Les Terres-de-Chaux) et de Sancey (Doubs), le prénom Léger est connu sous la forme Ligier.
Le patronyme de Saint-Léger est en revanche assez répandu : on en compte par exemple plusieurs dizaines en Lozère ou dans le Pas-de-Calais et l'Aisne, ou encore une vingtaine en Seine-Maritime.
On peut citer comme exemples connus : Fernand Léger, peintre français, Jack-Alain Léger, écrivain français contemporain, mais aussi Alexis Léger (1887 - 1975), poète et diplomate français, dont le premier pseudonyme fut Saintléger-Léger avant qu'il n'adopte celui, plus connu, sous lequel il reçut le prix Nobel de Littérature en 1960 :  Saint-John Perse. Pendant toute sa vie, il a voulu faire croire que Saintléger-Léger était son véritable patronyme (et que Léger en était l'abréviation), qu'il était né sur un îlet en rade de Pointe-à-Pitre (ce qui est improbable mais pas exclu) du nom de Saint-Léger-les-Feuilles (nom inventé de toutes pièces). Dans son autobiographie, il s'est imaginé des ancêtres en Bourgogne, dans la région d'Autun justement, à Saint-Léger-sur-Dheune et Saint-Léger-sous-Beuvray.

## La Vie de Saint Léger
La Vie de saint Léger est l'un des textes les plus anciens de la langue française. Il date de la fin du Xe siècle et appartient à la littérature hagiographique : écrit en vers de 8 syllabes, il raconte de manière semi-légendaire la vie de l'évêque d'Autun, saint Léger, martyr du VIIe siècle.
On connaît plusieurs récits de la vie de saint Léger écrits en latin remaniant aux VIIIe et IXe siècles un récit anonyme rédigé peu de temps après sa mort donc à la fin du VIIe siècle, sans doute à l'initiative de l'Église qui voulait faire connaître la figure de l'évêque martyr, défenseur des droits de l'Église face au pouvoir royal.
La version en langue romane est conservée à la bibliothèque de la ville de Clermont-Ferrand et se présente sous la forme d'un poème que l'on date de la fin du Xe siècle (on propose en général la date de 980) ou du début du XIe siècle. Son origine est discutée : Poitou, Auvergne, Bourgogne (Autun), Wallonie ?
Il s'agit vraisemblablement d'une hymne : le poème devait être destiné à être chanté. Il a été versifié par un auteur anonyme et comporte 240 octosyllabes assonancés 2 à 2 (assonances uniquement masculines) et regroupés en sizains. C'est le premier exemple connu d'octosyllabes en français.
Voici la première strophe :
Domine Deu devemps lauder,
Et a sos sancz honor porter.
In su' amor cantomps dels sanz,
Quœ por lui augrent granz aanz ;
Et or es temps et si est biens
Quœ nos cantumps de sant Lethgier.
Le texte complet est également disponible sur Wikisource.

## Autres «saint Léger»
Les autres « saint Léger » moins connus sont :
- Léger de Perthe (VIe siècle), prêtre mort dans la paix, célébré le 24 avril ;
- Léger de Saintes (VIIe siècle), évêque de Saintes, tué par Ebredulphe durant un pèlerinage aux tombeaux des apôtres ; célébré localement le 12 novembre[19].